# Чемпіонат УРСР із шахів 1924
1-й чемпіонат України (УРСР) з шахів, що проходив у Києві з 29 березня по 11 квітня 1924 року.

## Загальна інформація про турнір
Перший всеукраїнський шаховий чемпіонат розпочався в суботу 29 березня в Києві в приміщенні клубу «Цукротресткому». Чемпіонат відбувався завдяки активному сприянню ентузіастів гри з багатьох куточків України. План його проведення з'явився ще в 1921 році, але ретельна підготовка розпочалася лише в 1923 році. Заявки на участь приймав відомий арбітр, киянин Б. Гольдштейн.
У чемпіонаті взяли участь одинадцять шахістів, серед яких були персонально запрошені відомі гравці, а також переможці відбірних турнірів. На старт вийшли один майстер (Богатирчук), сім гравців першої категорії, а також три — другої.
Турнір пройшов в найкращих традиціях романтичних шахів, про що свідчить дуже висока навіть для того часу результативність — 85,5 відсотка. З 55 партій — 47 були результативними при 8 нічиїх. Ці цифри говорять про те, що сили учасників були далеко не рівними. Підтверджую це і відрив у очках перших трьох призерів від інших гравців в підсумковій таблиці.
Крім того, два переможці турніру отримали право на участь у чемпіонаті СРСР, що відбувся в Москві з 23 серпня по 15 вересня 1924 року. При цьому виступили вони там непогано — Богатирчук з результатом 11½ очок з 17 можливих (+9-3=5) розділив 3-4 місця, а Вільнер з результатом 9½ очок з 17 можливих (+5-3=9) розділив 6-8 місця серед 18 учасників.

## Регламент турніру

Учасники чемпіонату УРСР 1924 року. Сидять зліва направо:
Григоренко, Юдковський (любитель), Богатирчук, Гольдштейн (арбітр), Сорокін, Тихенко, Вільнер, Грінберг, Гаєвський

### Розклад змагань
Перший тур відбувся — 29 березня, останній — 11 квітня. Учасники зустрічалися шість разів на тиждень, при цьому в один з цих днів відбувалося догравання незавершених партій. У разі необхідності, грали по 7 годин на день з 17 по 21 години та з 22 до 1 години ночі.

### Контроль часу
- 30 ходів на 2 години і далі 15 ходів на кожну годину.

### Призові
Призовий фонд турніру становив 210 карбованців (для порівняння середня зарплата в Україні в 1924 році складала 35 карбованців), зокрема:
1. 80 карбованців (отримав Я. Вільнер)
2. 60 карбованців (отримав Ф.Богатирчук)
3. 40 карбованців (отримав М.Сорокін)
4. 20 карбованців (отримав С.Тихенко)
5. 10 карбованців (отримали по 5 карбованців Д.Григоренко та А.Гуєцький)

крім того були вручені грошові винагороди за найкращі партії, зокрема:
1. 10 карбованців (отримав М.Сорокін)
2. 7,5 карбованців (отримав Д. Григоренко)
3. 5 карбованців (отримав С.Тихенко)

а також за найкращий результат проти перших двох призерів — 7,5 карбованців (А.Гуєцький).

## Турнірна таблиця

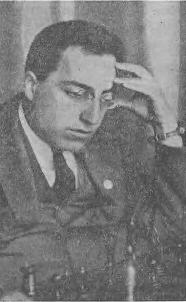
Переможець 1-го чемпіонату України Я.Вільнер

| Місце | Шахіст                | Місто                 | 1 | 2 | 3 | 4 | 5 | 6 | 7 | 8 | 9 | 10 | 11 |  | + | −  | = | Очки |
| ----- | --------------------- | --------------------- | - | - | - | - | - | - | - | - | - | -- | -- |  | - | -- | - | ---- |
| 1     | Яків Вільнер          | Одеса                 |   | ½ | 1 | 1 | 1 | ½ | 1 | 1 | 1 | 1  | 1  |  | 8 | 0  | 2 | 9    |
| 2     | Федір Богатирчук      | Київ                  | ½ |   | 1 | 1 | 1 | 0 | 1 | 1 | 1 | 1  | 1  |  | 8 | 1  | 1 | 8½   |
| 3     | Микола Сорокін        | Київ                  | 0 | 0 |   | 1 | 1 | 1 | 1 | 1 | 1 | ½  | 1  |  | 7 | 2  | 1 | 7½   |
| 4     | С.І.Тихенко           | Київ                  | 0 | 0 | 0 |   | ½ | ½ | 1 | ½ | 1 | 1  | 1  |  | 4 | 3  | 3 | 5½   |
| 5-6   | Дмитро Григоренко     | Харків                | 0 | 0 | 0 | ½ |   | 1 | 1 | 1 | ½ | 0  | 1  |  | 4 | 4  | 2 | 5    |
| 5-6   | А.Г.Гуєцький          | Житомир               | ½ | 1 | 0 | ½ | 0 |   | 0 | 0 | 1 | 1  | 1  |  | 4 | 4  | 2 | 5    |
| 7-9   | Аполлінарій Гаєвський | Кам'янець-Подільський | 0 | 0 | 0 | 0 | 0 | 1 |   | 1 | 0 | 1  | 1  |  | 4 | 6  | 0 | 4    |
| 7-9   | Авраам Грінберг       | Київ                  | 0 | 0 | 0 | ½ | 0 | 1 | 0 |   | ½ | 1  | 1  |  | 3 | 5  | 2 | 4    |
| 7-9   | Є.Лернер              | Одесса                | 0 | 0 | 0 | 0 | ½ | 0 | 1 | ½ |   | 1  | 1  |  | 3 | 5  | 2 | 4    |
| 10    | Григорій Ластовець    | Полтава               | 0 | 0 | ½ | 0 | 1 | 0 | 0 | 0 | 0 |    | 1  |  | 2 | 7  | 1 | 2½   |
| 11    | В.Єршов               | Ніжин                 | 0 | 0 | 0 | 0 | 0 | 0 | 0 | 0 | 0 | 0  |    |  | 0 | 10 | 0 | 0    |